# Susette Hauptmann
Susette Hauptmann (auch Susanne) geb. Hummel (* 12. März 1811 in Paris; † 30. Oktober 1890 in Leipzig) war eine deutsche Malerin, Zeichnerin und Sängerin.

## Leben
Susette Hummel stammte aus einer Künstlerfamilie und war die Tochter der Malerin Marianne von Rohden und des italienischen Malers Ludwig Hummel, der 1799 nach der Besetzung Neapels durch die Franzosen nach Kassel kam und dort u. a. als Akademiedirektor wirkte. Susette Hummel studierte Malerei bei ihren Eltern, später bei Eduard Bary in Dresden. Mehrmals bereiste sie Italien. Ihre frühen Arbeiten bis etwa 1840 können dem nazarenischen Stil zugeordnet werden, es zeigen sich Einflüsse von Friedrich Overbeck, später auch von Ludwig Richter.
Am 17. November 1841 heiratete sie den Violinisten Moritz Hauptmann in Kassel und zog mit ihm nach seiner Berufung zum Thomaskantor und Musikdirektor nach Leipzig. Susette Hauptmann porträtierte u. a. befreundete Musiker wie z. B. Joseph Joachim und Ludwig Spohr, sowie Familienmitglieder und verkehrte in Leipzig in den bürgerlichen Kunst- und Musikkreisen. Auch in hohem Alter widmete sie sich der Malerei und hielt sich in Dresden und Rom auf.
Als Sängerin betätigte sich Susette Hauptmann wohl hauptsächlich in privaten Kreisen sowie auf Wohltätigkeitskonzerten. Nachweisbar sind Auftritte am 29. Februar 1844 in einem „Konzert zum Besten der Armen“ im Saal des Gewandhauses, bei dem sie als Solistin in Ferdinand Hillers Oratorium Die Zerstörung Jerusalems mitwirkte. Am 5. April 1844 sang sie neben Livia Frege in der Leipziger Universitätskirche in einem Konzert „zum Besten des Pensionsfonds für Musikerwitwen“ (aufgeführt wurden Mendelssohns 42. Psalm sowie Mozarts Requiem d-Moll) sowie am 27. Februar 1845 in einem Abonnementskonzert des Leipziger Gewandhauses Lieder von Mendelssohn (op. 59 Nr. 5 und 6).
Aus der Ehe mit Moritz Hauptmann gingen drei Kinder hervor: Die Söhne Louis und Ernst (1850–1944), welcher posthum Werke und Schriften seines Vaters herausgab, sowie die Tochter Helene (1842–1923): sie wurde Schülerin ihres Vaters und „pflegte in deren letzter Krankheitsphase in San Remo die Musikfördererin Elisabeth von Herzogenberg (1847–1892), die von 1872 bis 1885 in Leipzig lebte.“